# 釘盔

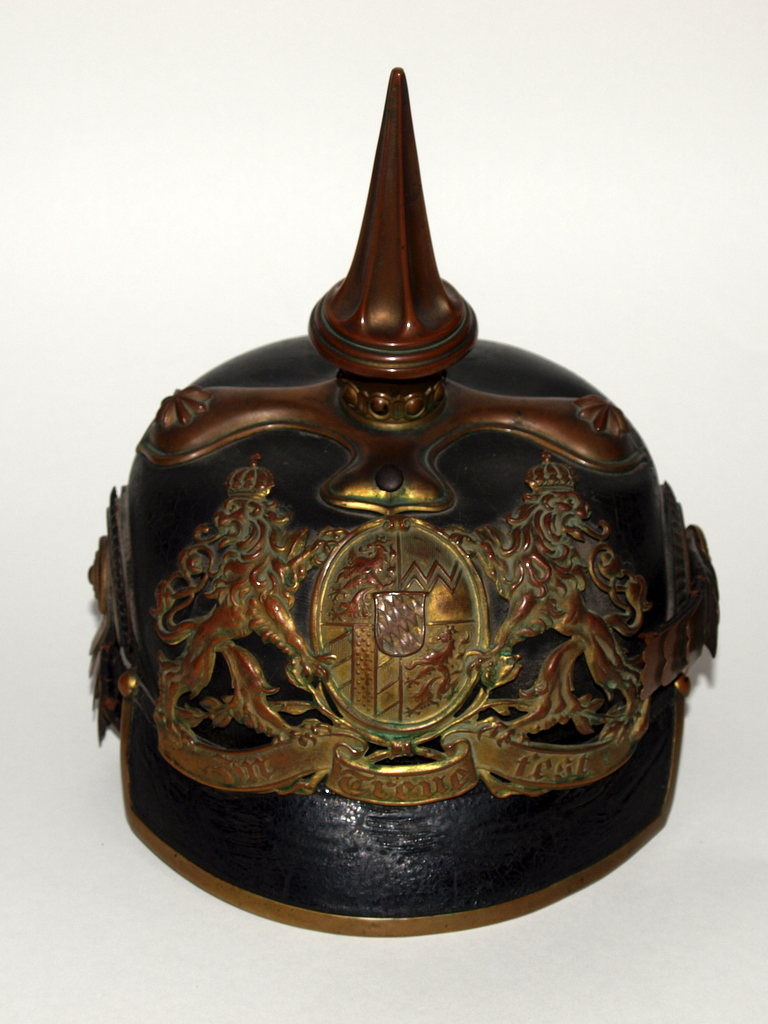
巴伐利亞式軍用釘盔

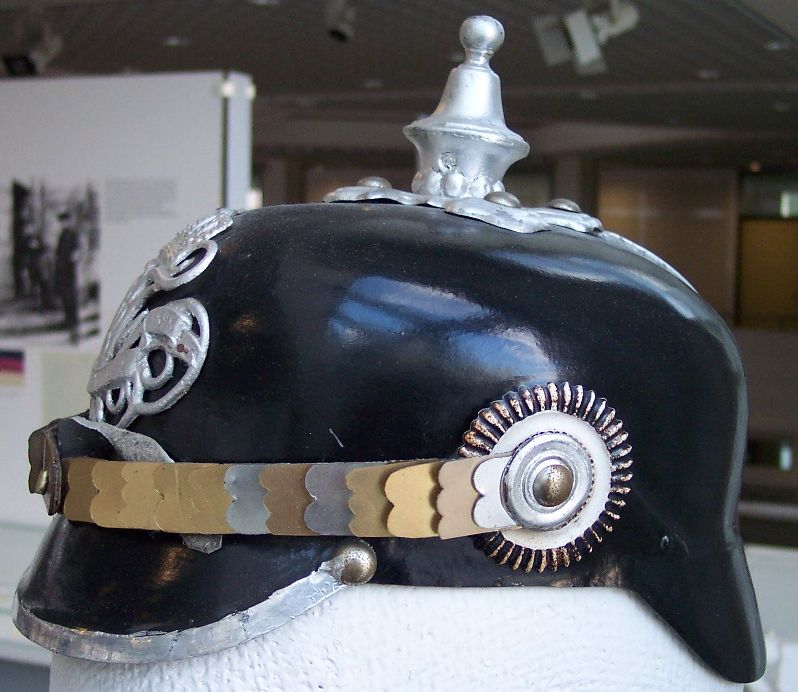
普魯士警用釘盔

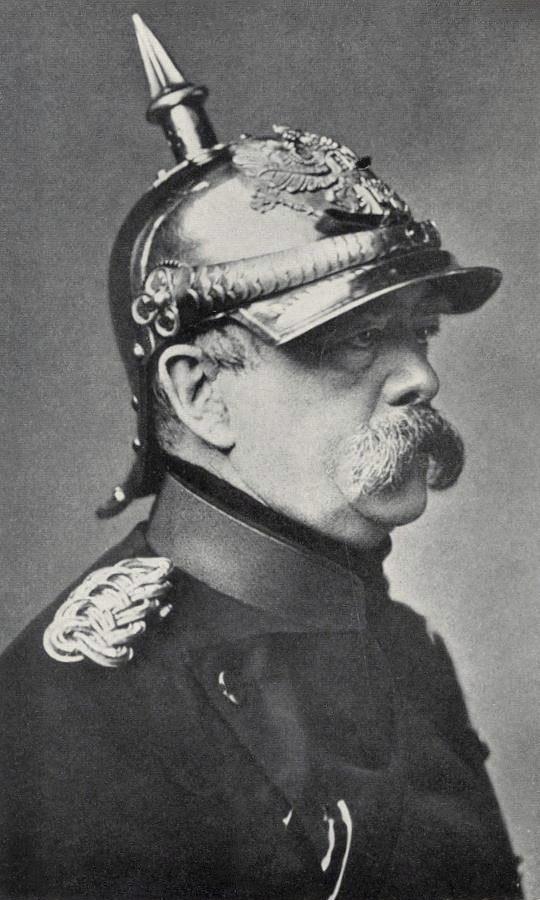
奥托·冯·俾斯麦身戴军官的金属盔甲

釘盔（德語：Pickelhaube），是一種在19至20世紀廣泛被德國軍人、警察及消防員採用的頭盔。釘盔被認為是普魯士、德意志的特色，經常被人和普魯士陸軍、德意志陸軍聯繫在一起，但亦對其他西方國家的鋼盔設計影響深遠。
釘盔的頭釘由金屬製成。相較於皮製的軍帽，頭釘能減少軍刀對頭部及臉部的攻擊，為士兵提供更好的保護。